# Bizcocho de Saboya
El bizcocho de Saboya es un bizcocho de origen savoyardo, elaborado por primera vez en el siglo XIV por el cocinero del conde Amadeo VI de Saboya con motivo de una visita del Emperador.

## Historia
El bizcocho de Saboya proviene de una receta anterior a 1343 a menudo atribuida a Pierre de Yenne, el cocinero del conde Amadeo VI de Saboya. La ciudad de Yenne reivindica su origen « Yenne reivindica la creación de un postre que remontaría a Pierre de Yenne, un hijo bastardo de Amadeo». No obstante, otras fuentes indican que el cocinero del conde era Jean Belleville o Jean de Belleville, originario de Tarentaise; y la creación de la receta estaría entre 1348 y 1367.
El bizcocho habría sido presentado al Emperador, probablemente Carlos IV, de paso en Saboya entre 1373 y 1383, con ocasión de su entrada en el patio del castillo o de un banquete en el mismo patio. La forma del bizcocho se diseñó pensando en la orografía ducado de Saboya, siendo una zona montañosa, y culminado con una corona imperial.
Morel, el cocinero del conde Amadeo VIII de Saboya de mediados del siglo XV, continuó elaborando este postre inspirado en la receta de su antecesor.

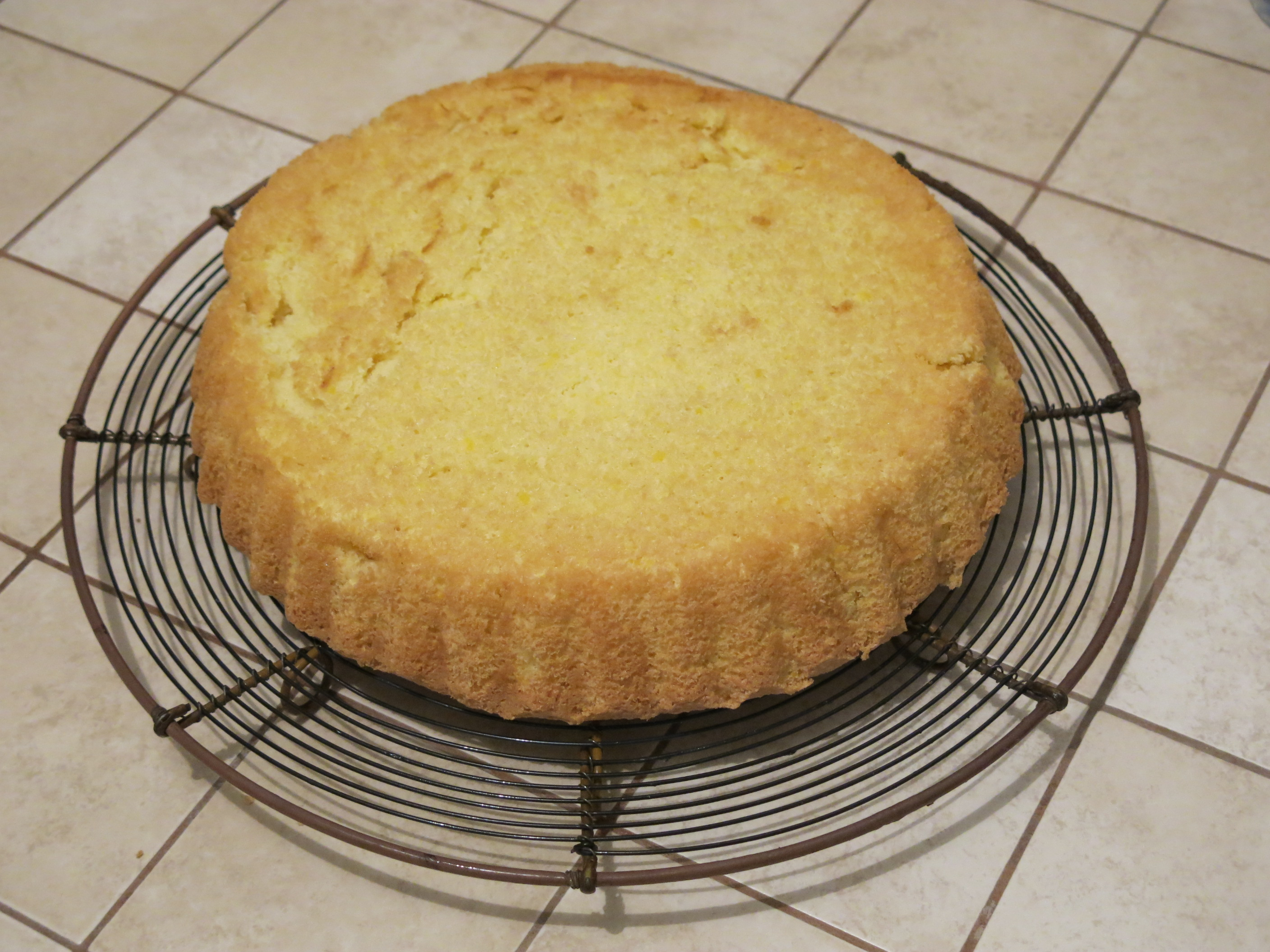
Bizcocho de Saboya.

## Receta
El pastel de Saboya es un pastel muy esponjoso obtenido por la incorporación delicada de claras de huevo montadas, acompañado de una ralladura de piel de cítrico para darle sabor La historiadora francesa Marie-Thérèse Hermann recuerda en sus diferentes labores los ingredientes con vistas a la preparación. Los ingredientes que nombra son huevos, azúcar en polvo, harina, almidón y una ralladura de limón.
En El Practicón, libro de cocina de Ángel Muro editado en 1894, la receta del bizcocho de Saboya se describe así:

Se baten cinco huevos y mezclan con dos onzas de almidón, bien tamizado, y cuatro de azúcar blanco molido; se vuelve a batir, se tiene untado el molde con aceite frito, se echa el batido, se tapa bien y pone a fuego lento con lumbre en la tapa; para saber cuando está, se prueba con una paja o aguja de media, la que saliendo limpia indica está cocido.
En el horno se cuece mucho mejor.
Ángel Muro